# 巴拉穆拉
巴拉穆拉（Baramula），是印度查谟和克什米尔巴拉穆拉縣的一个城镇。总人口61941（2001年）。

## 人口
该地2001年总人口61941人，其中男性34164人，女性27777人；0—6岁人口6909人，其中男3620人，女3289人；识字率64.80%，其中男性为73.67%，女性为53.88%。